# Vitali Asetski
Vitali Asetski (en bielorruso: Віталі Асецкі; 9 de agosto de 2000) es un deportista bielorruso que compite en piragüismo en la modalidad de aguas tranquilas. Ganó dos medallas en el Campeonato Mundial de Piragüismo, en los años 2019 y 2024.

## Palmarés internacional
| Campeonato Mundial | Campeonato Mundial      | Campeonato Mundial | Campeonato Mundial |
| Año                | Lugar                   | Medalla            | Competición        |
| ------------------ | ----------------------- | ------------------ | ------------------ |
| 2019               | Szeged (Hungría)        | Medalla de bronce  | C4 500 m           |
| 2024               | Samarcanda (Uzbekistán) | Medalla de plata   | C4 500 m mixto     |